# Helioceratops brachygnathus
Helioceratops brachygnathus es la única especie conocida del género extinto Helioceratops ("cara de sol con cuernos") es un género de dinosaurio ornitisquio ceratopsiano que vivió a mediados del Cretácico, hace aproximadamente de 125 a 94 millones de años entre el Aptiense y el Cenomaniense,  en lo que actualmente es Asia. Encontrado en sedimentos de la Formación Quantou cerca de la localidad de Liufangzi en la Provincia de Jilin, China. La especie tipo, H. brachygnathus, fue descripta por Jin y sus compañeros en 2009. Junto con Auroraceratops y Yamaceratops, Helioceratoops representa uno de los neoceratopsiano no Coronosauria más derivados. Estos, con una distribución conocida hasta hoy limitada a Mongolia y norte de China, este parece ser el lugar de origen de los coronosaurios más avanzados. Alcanzó una longitud de alrededor de 1,3 metros y pudo haber compartido su hábitat con Changchunsaurus.